# Iglesia de María Auxiliadora (Salamanca)
La iglesia de María Auxiliadora es una iglesia parroquial católica y santuario mariano ubicado en la ciudad de Salamanca (España), en la confluencia entre la calle de María Auxiliadora y la avenida de Portugal. Desde su consagración en 1945, está regentada por la orden de los salesianos.

## Historia
La construcción de la iglesia se inició el 22 de mayo de 1944 y corrió a cargo del arquitecto Genaro de No. El templo fue consagrado el 14 de junio de 1945 por el salesiano Marcelino Olaechea, entonces obispo de Pamplona, con una solemne ceremonia de la dedicación del templo a María Auxiliadora. El 9 de noviembre de 1968, siendo obispo Mauro Rubio, el templo se erigió como parroquia diocesana.
Unos veinticinco años más tarde, el 24 de mayo de 1994, el obispo Mauro Rubio aprobó los estatutos para que el templo quedara constituido como santuario mariano diocesano, reconociendo así al templo como lugar sagrado al que acuden en peregrinación numerosos fieles.

## Arquitectura

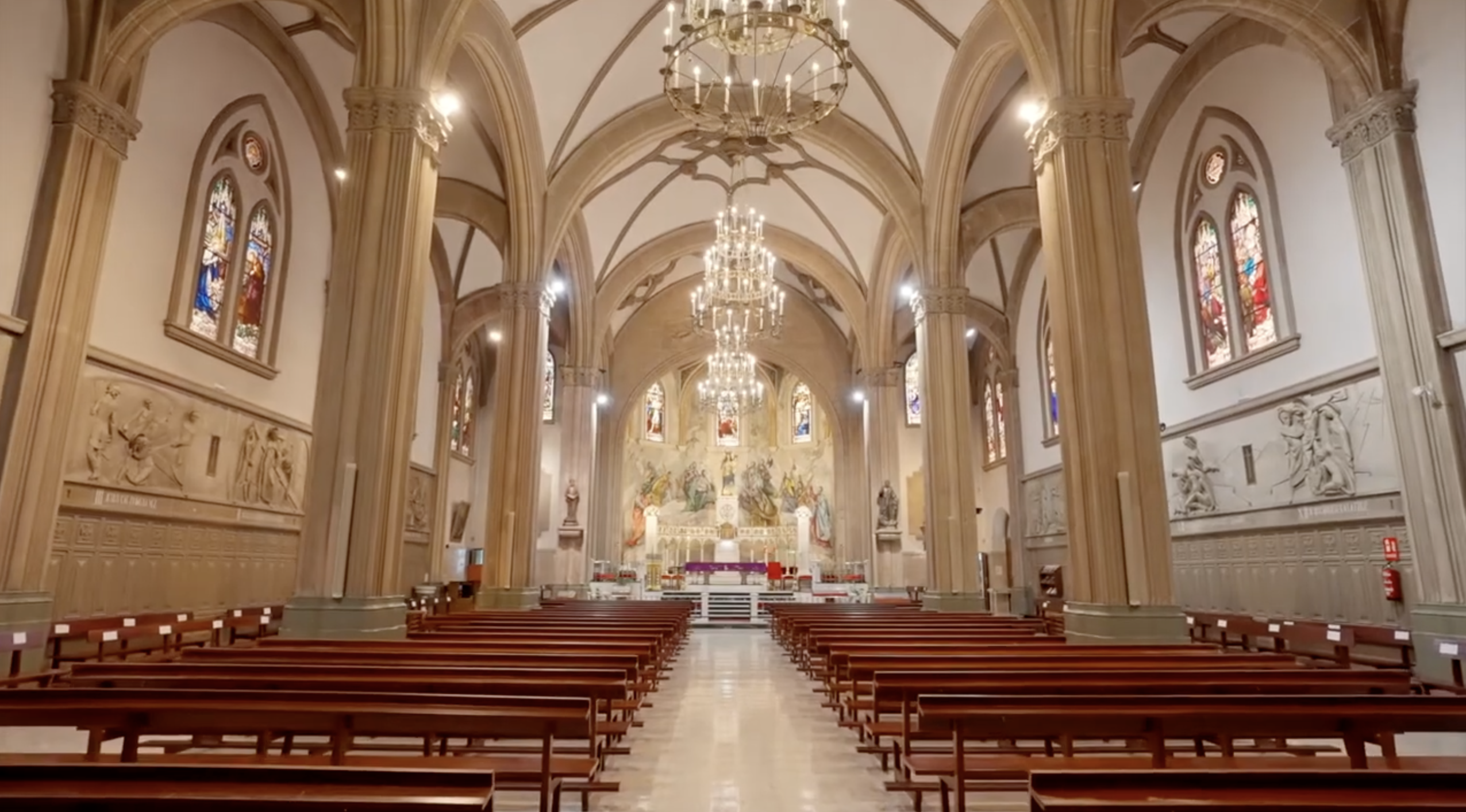
Interior de la iglesia.

La arquitectura del edificio sigue un estilo neogótico. El templo es de planta basilical y de salón, dividida en tres naves. La nave mayor está rematada en ábside pentagonal decorado con pinturas murales. En el tramo de los pies se sitúa el coro, en alto.
La construcción está realizada en ladrillo y cemento, cubiertos con un revestimiento exterior de piedra franca, muy usada en la arquitectura monumental de Salamanca. En el interior, el tono de la piedra se simula con el enfoscado y una pintura en tonos ocres.
Las naves están cubiertas por bóvedas vaídas, decoradas con nervios para simular la estructura de la arquitectura gótica.

## Pintura y escultura
Las naves laterales están recorridas por un relieve del escultor Damián Villar que representa el vía crucis. A las catorce etapas canónicas se suman dos adicionales para mantener la simetría y cubrir todo el espacio bajo los vanos de las naves.